# Axie Infinity
Axie Infinity és un videojoc en línia basat en NFT i desenvolupat per l'estudi vietnamita Sky Mavis, el qual utilitza AXS (Axie Infinity Shards) i SLP (Smooth Love Potion), criptomonedes basades en Ethereum. Actualment és la col·lecció NFT amb més valor del món, superant els 42 milions de dòlars estatunidencs en vendes el juny del 2021.

## Descripció
Es tracta d'un joc de comerç i de combat que permet als jugadors recol·lectar, criar, fer lluitar i comerciar amb criatures fictícies que reben el noms d'"axies", les quals són digitalitzades com a NFT. Cal que els jugadors novells tinguin com a mínim tres "axies" per a poder-hi jugar. A partir del gener del 2019, hi ha la possibilitat d'adquirir terra virtual (en forma d'NFT).
El joc és especialment popular a les Filipines, on la criptomoneda que se n'obté és l'ingrés diari principal per moltes persones des de l'inici de la pandèmia de COVID-19.